# St Donats Castle
St Donats Castle är ett slott i Storbritannien.   Det ligger i kommunen Vale of Glamorgan och riksdelen Wales, i den södra delen av landet, 240 km väster om huvudstaden London. St Donats Castle ligger 39 meter över havet.
Terrängen runt St Donats Castle är platt. Havet är nära St Donats Castle åt sydväst.  Närmaste större samhälle är Barry, 17,3 km öster om St Donats Castle. 